# Mistrzostwa Europy Juniorów w Saneczkarstwie 2024
45. Mistrzostwa Europy juniorów w saneczkarstwie 2024 odbyły się w dniach 2–3 lutego 2024 r. w szwajcarskim Sankt Moritz. Zawodnicy rywalizowali w pięciu konkurencjach: jedynkach kobiet, jedynkach mężczyzn, dwójkach kobiet, dwójkach mężczyzn oraz w rywalizacji drużynowej.

## Terminarz
| Data          | Miejscowość  | Konkurencja       | Złoto                                                                       | Srebro                                                          | Brąz                                                                                    |
| ------------- | ------------ | ----------------- | --------------------------------------------------------------------------- | --------------------------------------------------------------- | --------------------------------------------------------------------------------------- |
| 2 lutego 2024 | Sankt Moritz | Jedynki mężczyzn  | Kaspars Rinks                                                               | Noah Kallan                                                     | Leon Haselrieder                                                                        |
| 2 lutego 2024 | Sankt Moritz | Dwójki kobiet     | Niemcy Elisa-Marie Storch · Pauline Patz                                    | Łotwa Viktorija Ziediņa · Selīna Zvilna                         | Niemcy Sarah Pflaume · Lina Peterseim                                                   |
| 2 lutego 2024 | Sankt Moritz | Dwójki mężczyzn   | Łotwa Raimonds Baltgalvis · Vitālijs Jegorovs                               | Niemcy Pascal Kunze · Max Trippner                              | Włochy Philipp Brunner · Manuel Weissensteiner                                          |
| 3 lutego 2024 | Sankt Moritz | Jedynki kobiet    | Anka Jänicke                                                                | Antonia Pietschmann                                             | Zane Kaluma                                                                             |
| 3 lutego 2024 | Sankt Moritz | Sztafeta mieszana | Łotwa Zane Kaluma · Kaspars Rinks · Raimonds Baltgalvis · Vitālijs Jegorovs | Niemcy Anka Jänicke · Marco Leger · Pascal Kunze · Max Trippner | Włochy Alexandra Oberstolz · Leon Haselrieder · Philipp Brunner · Manuel Weissensteiner |

## Wyniki

### Jedynki kobiet
- Data / Początek: Sobota, 3 lutego 2024 r.

| Medal | Zawodniczka            | Narodowość | 1. zjazd | 2. zjazd | Czas     | Strata |
| ----- | ---------------------- | ---------- | -------- | -------- | -------- | ------ |
|       | Anka Jänicke           | Niemcy     | 55.032   | 55.051   | 1:50.083 | —      |
|       | Antonia Pietschmann    | Niemcy     | 54.920   | 55.207   | 1:50.127 | +0.044 |
|       | Zane Kaluma            | Łotwa      | 55.175   | 55.230   | 1:50.405 | +0.322 |
| 4.    | Barbara Allmaier       | Austria    | 55.296   | 55.344   | 1:50.640 | +0.557 |
| 5.    | Dorothea Schwarz       | Austria    | 55.411   | 55.371   | 1:50.782 | +0.699 |
| 6.    | Laura Koch             | Niemcy     | 55.450   | 55.424   | 1:50.874 | +0.791 |
| 7.    | Alexandra Oberstolz    | Włochy     | 55.414   | 55.470   | 1:50.884 | +0.801 |
| 8.    | Alina Bräutigam        | Niemcy     | 55.534   | 55.483   | 1:51.017 | +0.934 |
| 9.    | Katharina Sofie Kofler | Włochy     | 55.545   | 55.653   | 1:51.198 | +1.115 |
| 10.   | Julianna Tunicka       | Ukraina    | 55.694   | 55.721   | 1:51.415 | +1.332 |

### Jedynki mężczyzn
- Data / Początek: Piątek, 2 lutego 2024 r.

| Medal | Zawodnik             | Narodowość | 1. zjazd | 2. zjazd | Czas     | Strata |
| ----- | -------------------- | ---------- | -------- | -------- | -------- | ------ |
|       | Kaspars Rinks        | Łotwa      | 1:10.552 | 1:10.265 | 2:20.817 | —      |
|       | Noah Kallan          | Austria    | 1:10.576 | 1:10.462 | 2:21.038 | +0.221 |
|       | Leon Haselrieder     | Włochy     | 1:10.671 | 1:10.426 | 2:21.097 | +0.280 |
| 4.    | Marco Leger          | Niemcy     | 1:10.652 | 1:10.556 | 2:21.208 | +0.391 |
| 5.    | Lukas Peccei         | Włochy     | 1:10.740 | 1:10.592 | 2:21.332 | +0.515 |
| 6.    | Fabio Zauser         | Austria    | 1:10.995 | 1:10.847 | 2:21.842 | +1.025 |
| 7.    | Christián Bosman     | Słowacja   | 1:10.952 | 1:11.347 | 2:22.299 | +1.482 |
| 8.    | Hans Fritzsch        | Niemcy     | 1:11.224 | 1:11.150 | 2:22.374 | +1.557 |
| 9.    | Danyjił Marcynowski  | Ukraina    | 1:11.817 | 1:11.661 | 2:23.478 | +2.661 |
| 10.   | Rasmus Moberg        | Szwecja    | 1:11.819 | 1:11.749 | 2:23.568 | +2.751 |
| 11.   | Arkadiusz Trojga     | Polska     | 1:11.675 | 1:11.911 | 2:23.586 | +2.769 |
| ...   | ...                  | ...        | ...      | ...      | ...      | ...    |
| 17.   | Maksymilian Gutowski | Polska     | 1:14.768 | 1:14.487 | 2:29.255 | +8.438 |

### Dwójki kobiet
- Data / Początek: Piątek, 2 lutego 2024 r.

| Medal | Zawodniczki                       | Narodowość | 1. zjazd | 2. zjazd | Czas     | Strata |
| ----- | --------------------------------- | ---------- | -------- | -------- | -------- | ------ |
|       | Elisa-Marie Storch Pauline Patz   | Niemcy     | 56.142   | 56.136   | 1:52.278 | —      |
|       | Viktorija Ziediņa Selīna Zvilna   | Łotwa      | 56.183   | 56.333   | 1:52.516 | +0.238 |
|       | Sarah Pflaume Lina Peterseim      | Niemcy     | 56.748   | 56.780   | 1:53.528 | +1.250 |
| 4.    | Natasza Chytrenko Wiktorija Kowal | Ukraina    | 57.096   | 56.815   | 1:53.911 | +1.633 |
| 5.    | Viktória Praxová Desana Špitzová  | Słowacja   | 57.364   | 57.684   | 1:55.048 | +2.770 |

### Dwójki mężczyzn
- Data / Początek: Piątek, 2 lutego 2024 r.

| Medal | Zawodnicy                             | Narodowość | 1. zjazd | 2. zjazd | Czas     | Strata |
| ----- | ------------------------------------- | ---------- | -------- | -------- | -------- | ------ |
|       | Raimonds Baltgalvis Vitālijs Jegorovs | Łotwa      | 54.963   | 55.061   | 1:50.024 | —      |
|       | Pascal Kunze Max Trippner             | Niemcy     | 55.106   | 54.973   | 1:50.079 | +0.055 |
|       | Philipp Brunner Manuel Weissensteiner | Włochy     | 55.218   | 55.011   | 1:50.229 | +0.205 |
| 4.    | Louis Grünbeck Maximilian Kührt       | Niemcy     | 55.486   | 55.304   | 1:50.790 | +0.766 |
| 5.    | Silas Sartor Liron Raimer             | Niemcy     | 55.697   | 55.569   | 1:51.266 | +1.242 |
| 6.    | Christián Bosman Michal Macko         | Słowacja   | 56.004   | 55.514   | 1:51.518 | +1.494 |
| 7.    | Wadym Mykiewycz Bohdan Babura         | Ukraina    | 56.083   | 56.083   | 1:52.166 | +2.142 |
| DNF   | Patryk Prechitko Maksymilian Gutowski | Polska     | DNF      | —        | —        | —      |

### Sztafeta mieszana
- Data / Początek: Sobota, 3 lutego 2024 r.

| Medal | Zawodnicy                                                                  | Narodowość | Czas     | Strata |
| ----- | -------------------------------------------------------------------------- | ---------- | -------- | ------ |
|       | Zane Kaluma/Kaspars Rinks/Raimonds Baltgalvis/Vitālijs Jegorovs            | Łotwa      | 2:44.322 | —      |
|       | Anka Jänicke/Marco Leger/Pascal Kunze/Max Trippner                         | Niemcy     | 2:44.369 | +0.047 |
|       | Alexandra Oberstolz/Leon Haselrieder/Philipp Brunner/Manuel Weissensteiner | Włochy     | 2:45.380 | +1.058 |
| 4.    | Julianna Tunicka/Danyjił Marcynowski/Wadym Mykiewycz/Bohdan Babura         | Ukraina    | 2:46.530 | +2.208 |
| 5.    | Viktória Praxová/Bruno Mick/Christián Bosman/Michal Macko                  | Słowacja   | 2:47.914 | +3.592 |
| DNF   | Oliwia Baś/Arkadiusz Trojga/Patryk Prechitko/Maksymilian Gutowski          | Polska     | 1:55.583 | —      |

## Klasyfikacja medalowa
| Miejsce | Państwo |   |   |   | Razem |
| ------- | ------- | - | - | - | ----- |
| 1.      | Łotwa   | 3 | 1 | 1 | 5     |
| 2.      | Niemcy  | 2 | 3 | 1 | 6     |
| 3.      | Austria | 0 | 1 | 0 | 1     |
| 4.      | Włochy  | 0 | 0 | 3 | 3     |